# New York Times-bestsellerlijst
De New York Times-bestsellerlijst (Engels: The New York Times Best Seller list) wordt in brede kring beschouwd als de toonaangevende lijst van bestsellers in de Verenigde Staten. Ook in België en Nederland wordt de lijst vaak als richtinggevend gehanteerd. De lijst bestaat sinds 9 april 1942 en wordt iedere week gepubliceerd in The New York Times Book Review, dat deel uitmaakt van de zondageditie van het dagblad The New York Times.
Waar andere bestsellerlijsten zich veelal baseren op de omzet van de groothandel, gaat deze lijst uit van wekelijkse verkoopcijfers van geselecteerde boekhandels. Daarmee zou het koopgedrag van de consumenten het best worden weergegeven.
Behalve de totaallijst zijn er aparte (deel)lijsten voor paperbacks, gebonden boeken en e-boeken, ieder onderverdeeld naar fictie en non-fictie. Elk der lijsten omvat doorgaans zo'n vijftien tot twintig titels.

## Kinder- en jeugdboeken
Naast de categorieën voor volwassenen heeft de publicatie sinds 2001 een aparte sectie voor kinder- en jeugdboeken (onderverdeeld in: platenboeken, chapter books, paperbacks en series) – ook naar deze lijsten wordt vaak verwezen als het gaat om boeken die in het Nederlands zijn vertaald. Volgens sommige waarnemers zijn de kinder- en jeugdboeken weggehaald uit de algemene lijst omdat de boeken uit de Harry Potter-reeks al twee jaar de lijst domineerden, hetgeen andere titels de toegang tot de lijst ontnam.